# Rue du Général-Henrion-Bertier
La rue du Général-Henrion-Bertier est une voie de la commune de Neuilly-sur-Seine (département des Hauts-de-Seine).

## Situation et accès
Cette voie débute avenue de Madrid et finit rue de Longchamp. Orientée est-ouest, elle est prolongée par la rue Casimir-Pinel.
Le quartier est desservi par la ligne 1 à la station Pont de Neuilly.

## Origine du nom

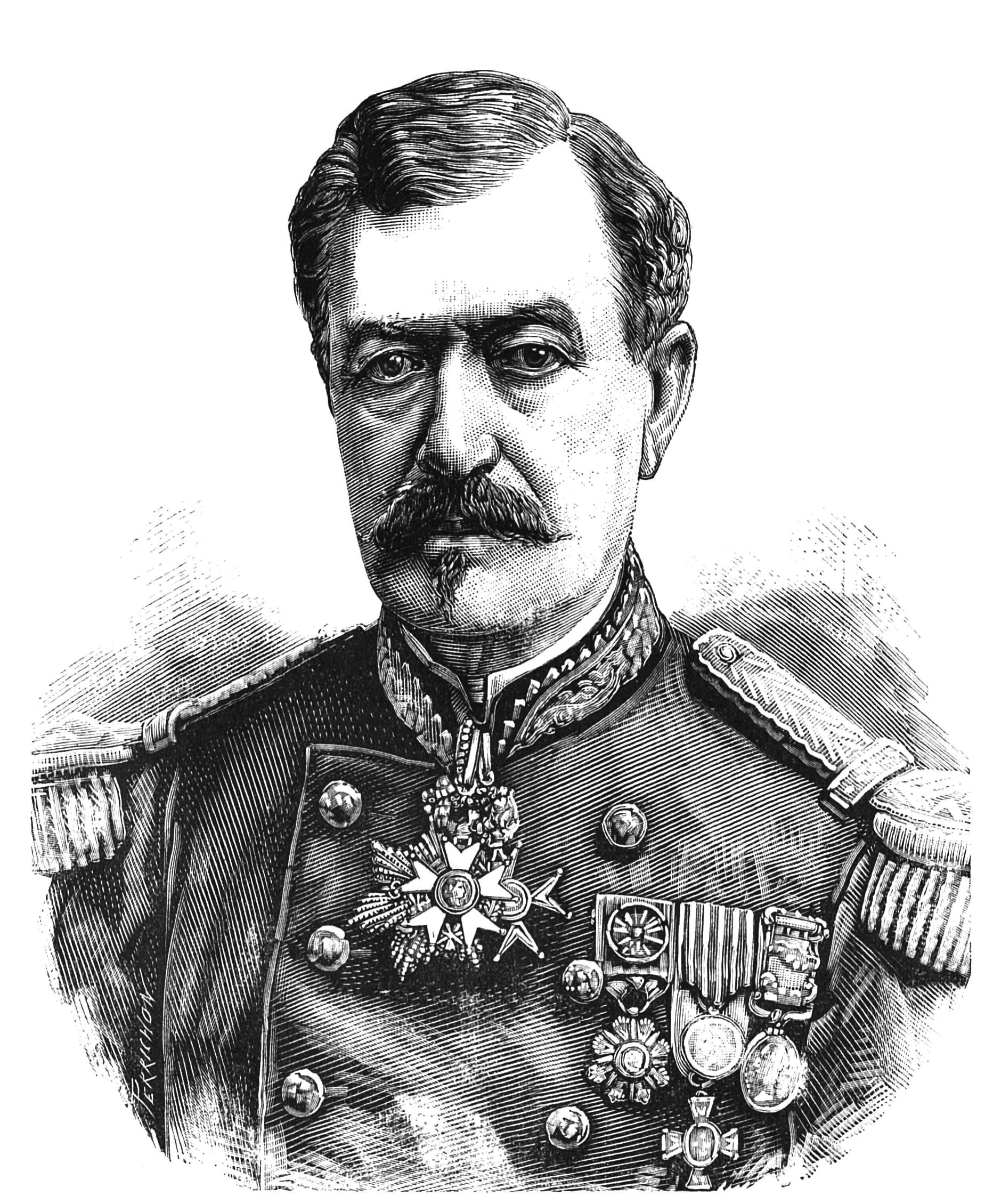
Jean-François Henrion-Bertier.

Elle évoque la mémoire de Jean-François Henrion-Bertier (1817-1901), officier français et maire de la ville de Neuilly de 1888 à 1901.

## Historique
- Elle prend son nom en 1896[1].

## Bâtiments remarquables et lieux de mémoire

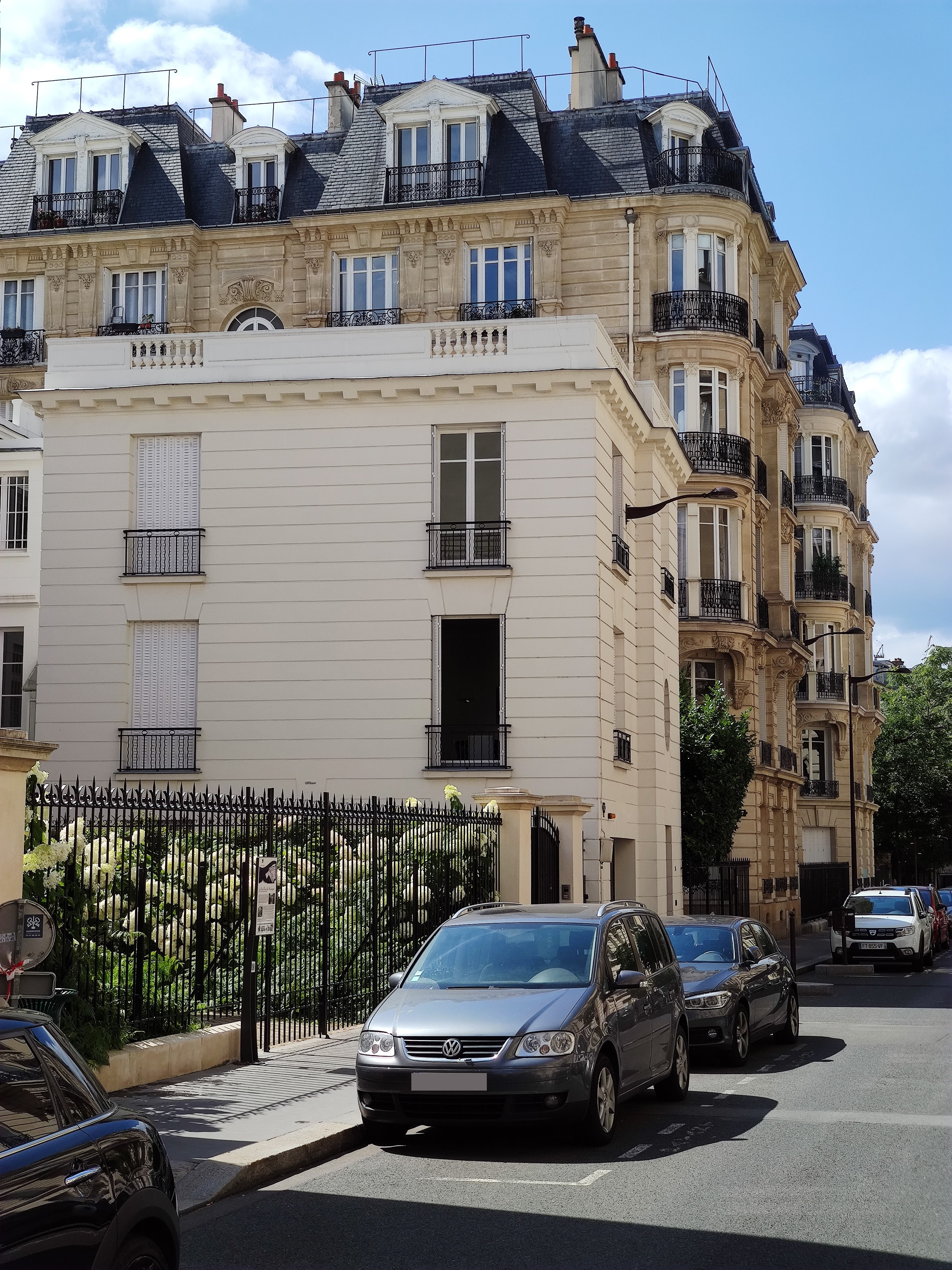
No 5 ter.

- No 5 : pavillon de musique ; ancien cabinet de curiosités construit au XVIIIe siècle dans le parc de la Folie Saint-James[2] par l’architecte Jean-Baptiste Chaussard[3].

- No 7 : c’est dans cet immeuble qu’est née la femme de lettres Anaïs Nin le 21 février 1903[4].

- Nos 7 et 11 : immeubles jumeaux construits par l’architecte Gridaine au tout début du XXe siècle[5].